# ČT HD
ČT HD – czeski kanał ogólnotematyczny Česká televize, nadawany w wysokiej rozdzielczości (HDTV), istniejący od 31 sierpnia 2009 do 1 marca 2012 roku.

## Historia
ČT HD został uruchomiony 31 sierpnia 2009 roku. Początkowo nadawany był z satelity Astra 1E w formacie DVB-S dla platform cyfrowych Skylink i CS Link. W 2010 roku, związku ze zbliżającym się zakończeniem pracy satelity Astra 1E, kanał rozpoczął testową emisję za pośrednictwem satelity Astra 1G, w multipleksie Media Broadcast. 16 czerwca tego samego roku stacja została przeniesiona na satelitę Astra 3B, z której nadawała do zakończenia działalności.
1 marca 2012 roku kanał zakończył nadawanie i został zastąpiony przez stację ČT1 HD.

## Profil stacji
Kanał emitował pozycje programowe pochodzące z anten ČT1, ČT2 i ČT sport.

## Dostępność
Stacja była dostępna na satelicie Astra 3B (23,5°E), w sieciach telewizji kablowej oraz w czwartym multipleksie naziemnej telewizji cyfrowej w Czechach.